# Paul Géraldy
Paul Géraldy, egentligen Paul Le Fèvre, född 6 mars 1885 i Paris, död 10 mars 1983 i Neuilly-sur-Seine, var en fransk författare.
Géraldy debuterade som diktare 1908 med Les petites âmes, men fick sitt genombrott med Toi et moi (1913). Som novellist debuterade han 1916 med La guerre, madame, men ägnade sig sedan frånsett romanen La prélude (1924), helt åt dramatiskt författarskap och tillhörde närmast den vid första världskriget framväxande strömning, som i anslutning till Georges de Porto-Riche bröt med realismen och lät sig i synpunkter och teknik ledas av klassisk-humanistiska ideal, även när det som hos Géraldy gällde en skoningslös analys av de erotiska problemen. Bland hans skådespel märks Le noces d’argent (1917, svensk översättning 1922), Aimer (1921), Les grands garçons (1922) samt Robert et Marianne (1925).